# Konventionen om jordbruksarbetarnas föreningsrätt
Konventionen om jordbruksarbetarnas föreningsrätt (ILO:s konvention nr 11 angående jordbruksarbetarnas föreningsrätt, Convention concerning the Rights of Association and Combination of Agricultural Workers) är en konvention som antogs av Internationella arbetsorganisationen (ILO) den 25 oktober 1921 i Genève. Konventionen påbjuder medlemsländerna att tillförsäkra jordbruksarbetare samma föreningsrätt som industriarbetare. Konventionen består av 9 artiklar.

## Ratificering
Konventionen har ratificerats av 122 länder.